# Ореховка (Калужская область)
Ореховка— деревня в Жуковском районе Калужской области, в составе сельского поселения «Деревня Истье».
Орех — прозвищное русское имя, возможно от Арефий.

## География
Расположена на севере Калужской области, на реке Угодка. Рядом — Грачёвка,  автомобильная дорога федерального значения А-130.

## Климат
Умеренно-континентальный с выраженными сезонами года: умеренно жаркое и влажное лето, умеренно холодная зима с устойчивым снежным покровом. Средняя температура июля +18 °C, января −9 °C. Теплый период длится в среднем около 220 дней.

## Население
| 2002 | 2010 |
| ---- | ---- |
| 1    | ↘0   |

## История
В 1782 году сельцо Афремовское Василия Андреевича Зыкова, в Боровском уезде, на левом берегу речки Угодка. 